# Popis političkih skandala u Hrvatskoj
Ovaj članak sadrži popis političkih skandala koji su se odvili u Hrvatskoj od njenog osamostaljenja.

## 1990-ih

### Afera Ankica Lepej (1998.)
Godine 1998. Ankica Lepej saznala je da je Ankica Tuđman, supruga prvog predsjednika Republike Hrvatske Franje Tuđmana, uplatila 210 000 njemačkih maraka i 15 740 američkih dolara na neprijavljeni bankovni račun. Nakon što je tu informaciju (koju je Lepej anonimno dostavila) objavio Jutarnji list, Lepej je postala prva poznata zviždačica u modernoj hrvatskoj povijesti. Zagrebačka banka potom je objavila oglas u Jutarnjem listu nudeći nagradu od milijun kuna za informaciju o tome tko je odao podatke. Lepej se javila banci s odvjetnikom te je ubrzo dobila otkaz (samo 11 mjeseci prije mirovine) i bila uhićena. Optužbe su naposljetku odbačene nakon smrti Franje Tuđmana. Ogorčenje javnosti bilo je ogromno, što se očitovalo potpisivanjem peticije (čiji je suorganizator bio Vlado Gotovac) i glasanjem gledatelja (u razgovornoj emisiji Latinica), o čemu je izvijestila TV emisija Labirint.

## 2000-ih

### Afera Fimi Medija (2007.)
Afera Fimi Medija je jedan od najznačajnijih slučajeva korupcije u političkoj povijesti Hrvatske. Afera se vrtila oko zlouporabe državnih sredstava za nelegalno financiranje Hrvatske demokratske zajednice (HDZ). Marketinška agencija Fimi Medija imala je središnju ulogu u prelijevanju novca u „crne fondove” HDZ-a.
Bivši premijer Ivo Sanader bio je u središtu afere. On i njegovi suoptuženici optuženi su za izvlačenje oko 70 milijuna kuna (9,3 milijuna eura) iz državnih tvrtki i institucija preko Fimi Medije u „crne fondove” HDZ-a između 2004. i 2009. godine. Sanader je proglašen krivim u više korupcijskih slučajeva povezanih s Fimi Medijom, kao i u drugim aferama poput Planinske i afere INA-MOL. Hrvatska demokratska zajednica kažnjena je s 3,5 milijuna kuna (otprilike 460.000 eura) te joj je naloženo da vrati oko 14 milijuna kuna. Time je HDZ postao i prva politička stranka u Hrvatskoj osuđena za korupciju.

### Afera INA-MOL (2008.)
Afera je uključivala optužbe za primanje mita za upravljačka prava u INA-i, hrvatske nacionalne naftne tvrtke koja su predana MOL-u, Mađarskoj nacionalnoj naftnoj tvrtki. Bivši predsjednik vlade Ivo Sanader optužen je i nedugo zatim osuđen za primanje mita od MOL-ovog čelnika Zsolta Hernádia. Sanader je osuđen na 6 godina zatvora za to kazneno djelo. Sud je utvrdio da su se Sanader i Hernadi dogovorili da će Sanader u zamjenu za 10 milijuna eura mita osigurati promjene ugovora koje se tiču Hrvatske nacionalne naftne tvrtke INE, čime bi mu bio osiguran kontrolni utjecaj.

## 2010-ih

### Afera Konzultantica (2013.)
Tomislav Karamarko, potpredsjednik Vlade Hrvatske i čelnik Hrvatske demokratske zajednice (HDZ), podnio je ostavku zbog afere koja je uključivala sukob interesa. Povjerenstvo za odlučivanje o sukobu interesa presudilo je da je došlo do sukoba interesa zbog njegove povezanosti s lobistom za mađarsku naftnu tvrtku MOL, koja je bila u sporu s Hrvatskom vladom oko kontrole nad INA-om, hrvatskom tvrtkom. Što je dovelo do izglasavanja nepovjerenja i povećalo izglede prijevremenih izbora.
Otkriveno je da je njegova supruga imala poslovne aranžmane s Josipom Petrovićem, lobistom za MOL, mađarsku naftnu tvrtku uključenom u spor sa Hrvatskom vladom oko upravljačkih prava u INA-i, hrvatskoj nacionalnoj naftnoj kompaniji. Kritičari su tvrdili da to predstavlja sukob interesa, s obzirom na Karamarkov položaj u Vladi i arbitražni postupak koji je Hrvatska vodila s MOL-om i koji je bio u tijeku.

### Afera softver (2017.)
Afera softver uključivala je bivšu hrvatsku ministricu Gabrijelu Žalac iz Hrvatske demokratske zajednice (HDZ). Vrtilo se oko nabave softverskog rješenja u vrijednosti 16,2 milijuna kuna (otprilike 2,1 milijuna eura) koje je dodijeljeno tvrtki Ampelos od Ministarstva regionalnog razvoja i fondova EU tijekom njezinog mandata. Tvrtku, sa sjedištem u Podstrani blizu Splita, navodno su vodili pojedinci koji su bili bliski suradnici Gabrijele Žalac te je ona bila je jedini ponuđač na natječaju objavljenom 2018. godine.
Žalac, zajedno s ravnateljem Središnje agencije za financiranje i ugovaranje (SAFU) Tomislavom Petrićem, Žalac je, zajedno s ravnateljem Tomislavom Petrićem i još dvjema osobama, uhićena u korupcijskoj istrazi u tijeku Ureda europskog javnog tužitelja (EPPO) u Hrvatskoj. Istraga se odnosila na javnu nabavu ovog informacijskog sustava i navodna kaznena djela počinjenima u ministarstvu i SAFU.
Nadalje, Izvanraspravno vijeće zagrebačkoga Županijskog suda odbilo je žalbu Žalčine obrane za izdvajanjem tekstualnih poruka koje je razmijenila sa bivšom državnom tajnicom u Ministarstvu uprave Josipom Rimac iz spisa. Ove poruke su se odnosile na loše upravljanje europskim sredstvima za nabavu softvera. EPPO je optužio Žalac i druge za prijevaru proračuna EU i hrvatskog proračuna tešku više od 1,3 milijuna eura. Žalac je optužena za zlouporabu položaja i ovlasti i trgovanjem utjecajem, uz druge optužbe.

### Skandal s bordelom (2019.)
Toni Turčinov, načelnik općine Murter-Kornati u Hrvatskoj potrošio je 1560 eura općinskog proračuna u austrijskom bordelu La Cocotte. Koristio je službenu karticu općine Murter-Kornati za tu svrhu. Ured za suzbijanje korupcije i organiziranog kriminaliteta (USKOK) u veljači je 2023. započeo istragu o postupcima Turčinkova, a optužnica je podignuta u prosincu iste godine.

## 2020-ih

### Afera „Preskakanje reda” (2020.)
Slavko Linić, bivši ministar Socijaldemokratske partije Hrvatske (SDP), našao se u središtu kontroverze kad je priznao da je primio cijepivo protiv COVID-19 prije svoje određene prioritetne skupine. Slično tomu, Marko Primorac, tadašnji kandidat Hrvatske demokratske zajednice za ministra financija, zajedno sa svojom suprugom Iskrom Primorac, visokom državnom dužnosnicom, priznali su da su primili cjepivo preko reda.

### Afera JANAF / „Tajni klub” (2020.)
Skandal poznat kao "Afera JANAF" ili "Tajni klub" odvio se 2020. godine. Uključivao je tajna okupljanja u Zagrebu, gdje je elita kršila pravila karantene, dovodila eskort dame iz Srbije te točila otmjena vina i viski. Navodno se tijekom ovih okupljanja razmjenjivalo i mito.
Incident je započeo uhićenjem Dragana Kovačevića, čelnika Jadranskog naftovoda (JANAF-a) pod sumnjom trgovanja utjecajem i primanja mita. Kovačević, koji je politički prešao iz Socijaldemokratske partije hrvatske (SDP-a) u poslovno orijentiranu Hrvatsku narodnu stranku (HNS) nakon neuspješne predsjedničke kampanje, imenovan je da vodi JANAF nakon pobjede koalicije SDP-a i HNS-a u parlamentarnim izborima 2011.
Jedan od posjetitelja bio je Jakov Kitarović, suprug bivše predsjednice Kolinde Grabar-Kitarović iz HDZ-a, koji je često posjećivao klub dok je još bila na dužnosti. Kasnije se saznalo da je njezin nasljednik, trenutni predsjednik Zoran Milanović iz SDP-a, također posjećivao klub u više navrata. predsjednik Milanović branio se govoreći da je tamo došao jesti ostatke hrane.

### Afera s vinskom omotnicom (2020.)
Tomislav Tolušić, bivši HDZ-ov ministar poljoprivrede, pod istragom je europskih i domaćih vlasti zbog navodnih financijskih malverzacija koje uključuju EU fondove i nacionalne subvencije povezanih s programom „Vinskih omotnica”. U svibnju 2022. uhitio ga je Ured europskog javnog tužitelja (EPPO), koji Tolušića optužuje za nezakonito dobivanje EU fondova za svoju vinariju u iznosu većem od 2,5 milijuna kuna (375,000 eura) na temelju propisa koje je sam donio tijekom svojeg mandata. Nadalje je protiv njega podignuta optužnica za lažno predstavljanje imovine kako bi osigurao daljnje potpore EU. Tolušić je branio svoje postupke pozivajući se na pozitivno mišljenje Povjerenstva za odlučivanje o sukobu interesa, koje je dopustilo njegovo sudjelovanje u natječaju.

### Mito za gradonačelnika (2021.)
Ravnatelj Hrvatske radiotelevizije (HRT-a) nosio je 50 tisuća eura Milanu Bandiću, tadašnjem gradonačelniku glavnog grada Zagreba, u ime prijatelja za dogovor o dozvolama, tvrdi Ured za suzbijanje korupcije i organiziranog kriminaliteta (USKOK).

### Krađa s gradilišta (2022.)
Stjepan Turković, istaknuti član Hrvatske demokratske zajednice (HDZ) uhvaćen je u krađi željezne armature s gradilišta zajedno sa svojim sinom. Incident se dogodio na gradilištu ceste u Karlovcu. Turković, koji je obnašao brojne stranačke dužnosti posljednjih 30 godina, radio je kao savjetnik ravnatelja Županijske uprave za ceste. Krađa je zabilježena fotografijama. Uprava za ceste Karlovca odlučila je da mu neće dati otkaz s objašnjenjem da je krao van radnog vremena.

### Afera Papac (2023., 2025.)
Dana 7. ožujka 2025. Index Istrage saznale su da je Srećko Papac, HDZ-ov načelnik općine Gradište od 1993. godine, ilegalno koristio 11 hektara državnog poljoprivrednog zemljišta nakon isteka ugovora krajem 2021. godine. Poljoprivredna inspekcija Državnog inspektorata potvrdila je da je Papac nezakonito koristio zemljište, a predmet je proslijeđen i Državnom odvjetništvu. Potvrđeno je da je Papac primio preko 800.000 eura državnih potpora za svoj OPG (kasnije prebačeno na sina Nikolu Papca), a da ih nije prijavio u imovinskoj kartici. Zbog toga je Povjerenstvo za odlučivanje o sukobu interesa otvorilo postupak protiv njega. Na lokalnim izborima 2025. godine ponovo je izabran za 9. načelnički mandat bez protukandidata.
Također, Nacional je otkrio sumnjive načine prikupljanja prijava za Registar šteta, protivno Zakonu o ublažavanju i uklanjanju posljedica prirodnih nepogoda, nakon olujnog nevremena 2023. godine, uz optužbe za pogodovanje osobama bliskim načelniku.